# Соферети (Козенца)
Соферети је насеље у Италији у округу Козенца, региону Калабрија.
Према процени из 2011. у насељу је живело 146 становника. Насеље се налази на надморској висини од 449 м.